# Puerto Rico (gemeente in Bolivia)
Puerto Rico is een gemeente (municipio) in de Boliviaanse provincie Manuripi in het departement Pando. De gemeente telt naar schatting 7.061 inwoners (2018). De hoofdplaats is Puerto Rico.